# 瓦尔哈拉 (纽约州)
瓦尔哈拉（英語：Valhalla，發音：/vælhælə/）是美国纽约州韦斯切斯特县欢喜山镇的一个小村庄和普查规定居民点，人口约三千。韦斯切斯特医学中心和纽约医学院位于此地，当地1889年建造的的肯西科公墓（Kensico Cemetery）埋葬有不少名人。